# Niedźwiedziówka kaja
Niedźwiedziówka kaja, niedźwiedziówka nożówka, niedźwiedziówka gosposia (Arctia caja) – gatunek nocnego motyla z rodziny mrocznicowatych (Erebidae) i podrodziny niedźwiedziówkowatych (Arctiinae). Występuje w całej Europie od Fennoskandii do basenu Morza Śródziemnego, w Azji do granic Japonii i Rosji na wschodzie oraz sporadycznie w Ameryce Północnej. Spotykany w lasach liściastych i mieszanych, zaroślach, parkach, sadach oraz ogrodach.
Gąsienica jest czarna, kosmata, z rdzawoczerwonymi włoskami na spodzie i pierwszych segmentach ciała. Poczwarka jest czarna lub brązowa i zamknięta w pęcherzyku. Imagines mają brunatną głowę i tułów oraz czerwony odwłok z czarnymi plamkami w tylnej, grzbietowej części. Ich przednie skrzydło jest białe z ciemnnobrunatnymi plamami, a tylne – pomarańczowoczerwone z czarnymi, niekiedy połyskującymi, plamami tworzącymi dwie przepaski. Rozpiętość skrzydeł wynosi 65–72 mm.

## Biologia i ekologia
Osobniki dorosłe tego gatunku są pożywieniem dla ptaków i nietoperzy. W obronie przed drapieżnikami motyle te wydzielają toksyny składających się z biogennych amin, pirazyny, polifenoli oraz glikozydów irydoidowych. Są one endogenne lub izolowane ze spożywanych roślin, które zawierają pirolizydynowe alkaloidy.
Samica składa około 250 jaj na spodzie liścia rośliny, którą się żywi. Gąsienice żerują od października do lipca następnego roku na różnych roślinach zielnych i krzewach. Po wylęgu żyją gromadnie i rozpraszają się na wiosnę, kiedy są aktywne głównie nocą, choć mogą być spotykane na roślinach w ciągu dnia. Gąsienice są bardzo żarłoczne i szybko rosną, dlatego w niedługim czasie zamykają się w oprzędzie. Przepoczwarczenie ma miejsce w ściółce lub blisko ziemi między pędami roślin. Gatunek zimuje w stadium gąsienicy.